# Pekka Niemi (ski de fond)
Pour les articles homonymes, voir Pekka Niemi.
Pekka Niemi (né le 15 novembre 1909 et décédé le 21 décembre 1993) est un ancien fondeur finlandais.

## Jeux olympiques
- Jeux olympiques d'hiver de 1936 à Garmisch-Partenkirchen
  -  Médaille de bronze sur 18 km.

## Championnats du monde
- Championnats du monde de ski nordique 1937 à Chamonix
  -  Médaille d'or sur 50 km.
  -  Médaille d'argent en relais 4 × 10 km.
  -  Médaille de bronze sur 18 km.